# Douglas DC-8
Die Douglas DC-8 ist ein viermotoriges Strahlpassagierflugzeug der Douglas Aircraft Company. Sie ist ein Tiefdecker mit einem konventionellen Leitwerk. Zwischen 1959 und 1972 wurden insgesamt 556 Maschinen ausgeliefert.
Am 21. August 1961 durchbrach eine DC-8-43 während eines Testfluges im Sinkflug die Schallmauer (Mach 1,0124) und war damit das erste Passagierflugzeug, das Überschallgeschwindigkeit erreichte.

## Entwicklung

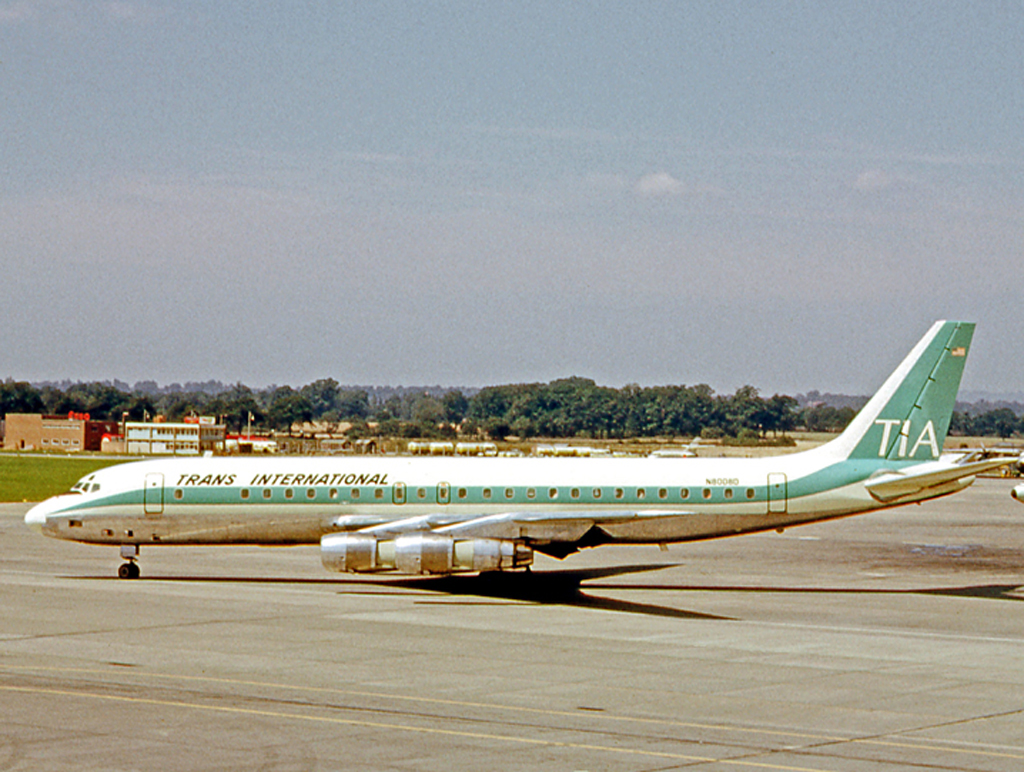
Der DC-8-Prototyp, eine DC-8-11, hier bereits auf Standard der Serie 51 umgebaut. Die Maschine wurde 1965 von TIA für Lufthansa betrieben.

Die Entwicklung der DC-8 begann 1952 mit Vorstudien für ein Flugzeug, das neben Passagierbeförderungen auch die sich abzeichnende Nachfrage der US-Luftwaffe nach einem Tanker für die Luftbetankung ihrer strahlgetriebenen strategischen Bomberflotte abdeckten sollte. Im Sommer 1953 waren die grundsätzlichen Eckdaten der Maschine definiert. Die Fluggesellschaften zeigten aufgrund der Comet-Unfälle sowie ihrer jungen, noch nicht abgeschriebenen Flotten von Kolbenmotor-Propellermaschinen kein großes Interesse an einem Düsenverkehrsflugzeug. Der Konkurrent Boeing hatte mit der Boeing 367-80 bereits einen Prototyp in der Fertigung, der am 14. Mai 1954 seinen Rollout hatte. Die US-Luftwaffe entschied sich für diesen Flugzeugtyp, aus dem die Boeing KC-135 hervorging.
Nach dem Verlust des Militärauftrags konzentrierte sich Douglas auf die Entwicklung eines Passagierflugzeugs. Der Entwurf sah eine 45,90 m lange Maschine mit einer Flügelspannweite von 43 m vor. Der Rumpfdurchmesser wurde geringfügig vergrößert, um sechs Sitzplätze pro Reihe unterzubringen. Dies machte wiederum Änderungen an den Tragflächen und am Leitwerk erforderlich. Abhängig von den Antrieben und der Treibstoffkapazität sollte das Startgewicht zwischen 120 und 139 Tonnen liegen. Damit war das Flugzeug deutlich schwerer als das Konkurrenzmodell Boeing 707-100, besaß aber eine größere Reichweite. In Kombination mit den in Entwicklung befindlichen Triebwerken würde die Maschine im Gegensatz zur Boeing 707-100 und De Havilland Comet 4 in der Lage sein, Transatlantikflüge ohne Zwischenlandungen in Neufundland absolvieren zu können.
Die DC-8 wurde am 7. Juni 1955 offiziell angekündigt. Die britische BOAC hatte im März 1955 die Comet 4 geordert, wodurch Pan American World Airways (Pan Am) dringend ein Düsenflugzeug für ihre Transatlantikrouten benötigte und im Juli 1955 in Verkaufsverhandlungen mit Douglas eintrat. Problematisch für Pan Am war, dass die DC-8 rund ein Jahr später als die Boeing 707-100 verfügbar wäre. Pan Am teilte am 13. Oktober 1955 ihre Bestellung auf und orderte 20 Boeing 707 sowie 25 Douglas DC-8. Zwölf Tage später bestellte United Air Lines 22 Maschinen in der leichteren Kontinentalausführung. Ausschlaggebend für United war der größere Rumpfdurchmesser der DC-8, woraufhin Boeing den 707-Entwurf änderte und deren Rumpf entsprechend verbreiterte. Weitere Bestellungen gingen von den Linienfluggesellschaften National Airlines, KLM, Eastern Air Lines, Japan Air Lines, SAS, Delta Air Lines, Swissair, Alitalia, Transports Aériens Intercontinentaux, Trans-Canada Air Lines und Union Aéromaritime de Transport ein. Als erste Charterfluggesellschaft orderte Trans International Airlines im Jahr 1960 zwei Maschinen.
Für die Produktion der Douglas DC-8 wurde ein neues Montagewerk in Long Beach (Kalifornien) errichtet. Es wurden zunächst die Modellreihen 10, 20, 30 und 40 angeboten. Der Prototyp, in Form einer DC-8-11, verließ im April 1958 die Fertigung und startete in Long Beach vor 60.000 Zuschauern und Mitarbeitern am 30. Mai 1958 zu seinem Erstflug. Um schnell die FAA-Zulassung zu bekommen, wurden zehn Maschinen für Testflüge eingesetzt. Es ergaben sich während der Testflüge noch einige Änderungen. Die vorgesehenen Luftbremsen erwiesen sich als unzureichend und wurden mit Einführung der Schubumkehr weggelassen. Damit gehört die DC-8 zu den wenigen Flugzeugen, bei denen die Schubumkehr auch im Flug aktiviert werden kann. Um die Langsamflugeigenschaften zu verbessern, wurden Vorflügel montiert. Die Maschinen erreichten jedoch im Reiseflug nicht die berechneten Geschwindigkeiten. Daher mussten die Flügelspitzen nochmals geändert werden, um den Luftwiderstand zu verringern. Die FAA-Zulassung wurde am 31. August 1959 erteilt. Am 18. September 1959 gingen die ersten Maschinen der Serie 20 bei United Air Lines und Delta Air Lines in den Liniendienst.
Bei den Flugtests strebten die Piloten die maximal vorgesehene Machzahl von 0,95 an. Bill Magruder, der Testpilot des ersten Fluges, schlug vor, das Flugzeug auf Überschallgeschwindigkeit zu bringen, um zu beweisen, dass es solche Geschwindigkeiten überstehen konnte. Am 21. August 1961 durchbrach Magruder bei einem Testflug für ein neues Flügelprofil im Sinkflug mit Mach 1,0124 die Schallmauer. Das dazu verwendete Flugzeug war eine Douglas DC-8-43 mit dem Luftfahrzeugkennzeichen N9604Z, die später den Namen Empress of Montreal erhielt.

## Konstruktion

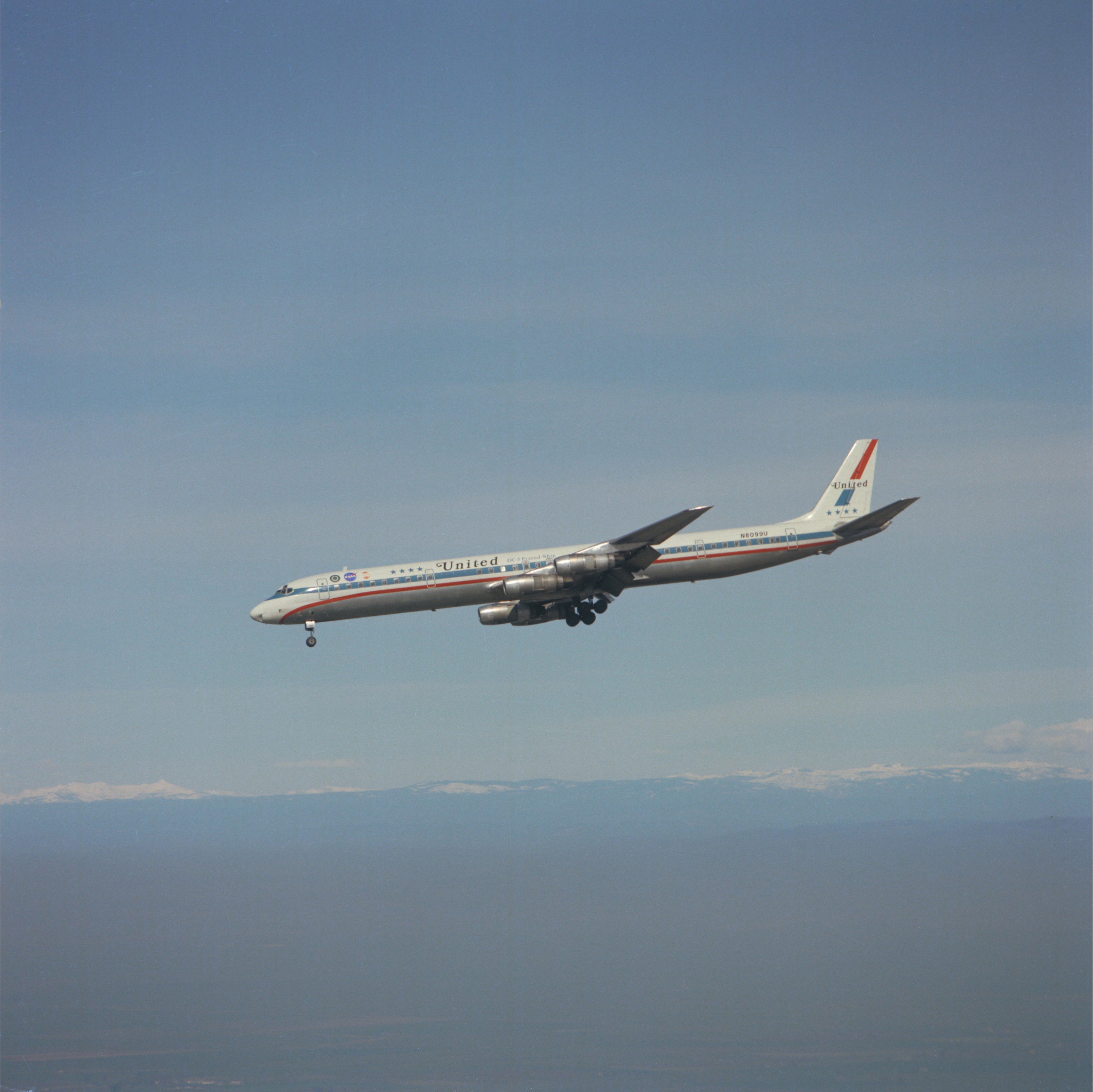
Eine DC-8 sinkt unter Zuhilfenahme der Schubumkehr während eines Testfluges für die NASA

Der Rumpf der DC-8 ist in Ganzmetallbauweise und druckbelüftet ausgeführt und als Doppelkreisquerschnitt ausgelegt. Die freitragenden Tragflächen haben zwei Holme. Auf der Flügeloberseite befinden sich Spoiler. Zur Auftriebserhöhung sind Doppelspaltklappen montiert.
Die Tragflächen werden mit heißer Zapfluft enteist. Das Leitwerk ist ebenfalls in Ganzmetallbauweise ausgeführt und freitragend. Das Fahrwerk ist einziehbar und besteht aus einem zwillingsbereiften steuerbaren Bugrad und dem Hauptfahrwerk mit zwei Fahrwerksbeinen und je vier Rädern. Das Hauptfahrwerk wird mit Hilfe von Scheibenbremsen gebremst. Zum Abbremsen nach der Landung und zur Reduzierung der Geschwindigkeit bei Notabstiegen steht außerdem eine Schubumkehr zur Verfügung.
Bei den zur Super-70-Serie umgerüsteten Maschinen ist die Verwendung der Schubumkehr wegen der starken neuen Triebwerke in der Luft nicht erlaubt.

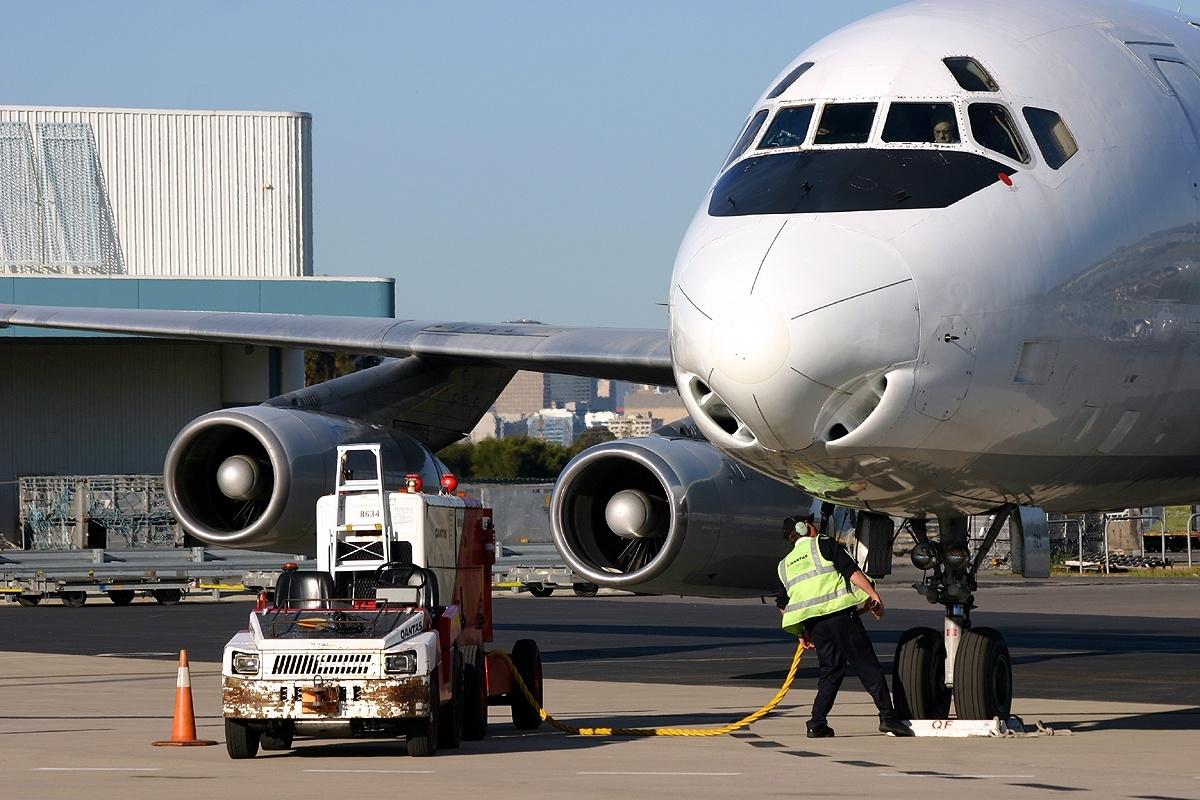
Lufteinlässe der Klimaanlage bei einer DC8-63F

Durch zwei Eintrittsöffnungen links und rechts an der Flugzeugnase wird die Luft für die Klimaanlage eingesaugt. Sie wird  durch zapfluftangetriebene Kompressoren komprimiert, erwärmt sich dabei und wird mit zugemischter kalter Luft auf Kabinentemperatur gebracht in die Kabine eingeleitet. Sie ist damit eines der wenigen Verkehrsflugzeuge (etwa neben der Boeing 787), bei denen keine Zapfluft aus den Triebwerken in die Klimaanlage und damit in die Kabine eingeleitet wird und daher eine Kontaminierung der Kabinenluft und ein Aerotoxisches Syndrom bei den Passagieren und der Besatzung ausgeschlossen ist. Nur die Super-70-Serie verwendete hauptsächlich Zapfluft der CFM56-Triebwerke.
Ursprünglich wurden bei der DC-8 Turbojet-Triebwerke vom Typ JT3C eingesetzt, spätere Versionen erhielten das Turbofan-Triebwerk JT3D bzw. das General Electric/SNECMA CFM56. Außerdem konnte die Maschine mit dem JT8 ausgerüstet werden.

## Versionen
Die Modelle der frühen Serien besaßen einheitliche Rumpfabmessungen und unterschieden sich nur in der Wahl der verwendeten Triebwerke, in den maximal zulässigen Startgewichten (MTOW) sowie in technischen Details voneinander.

### Frühe Serien
- Die DC-8 Serie 10 wurde mit den 60,50 kN Schub liefernden Pratt & Whitney JT3C-6-Triebwerken ausgeliefert. Diese Maschinen waren primär für inneramerikanische Flüge ausgelegt. Die erste Serie DC-8-11 besaß noch die Flügelspitzen mit dem zu hohen Luftwiderstand. Diese Maschinen wurden nach und nach zu DC-8-12 umgebaut, die neben den geänderten Flügelspitzen auch Vorflügel und ein auf 123 Tonnen erhöhtes Startgewicht besaß. Insgesamt wurden 28 Maschinen der Serie 10 produziert, von denen einige nach ihrer Auslieferung neue Triebwerke erhielten und danach dem Standard der Serie 50 entsprachen.

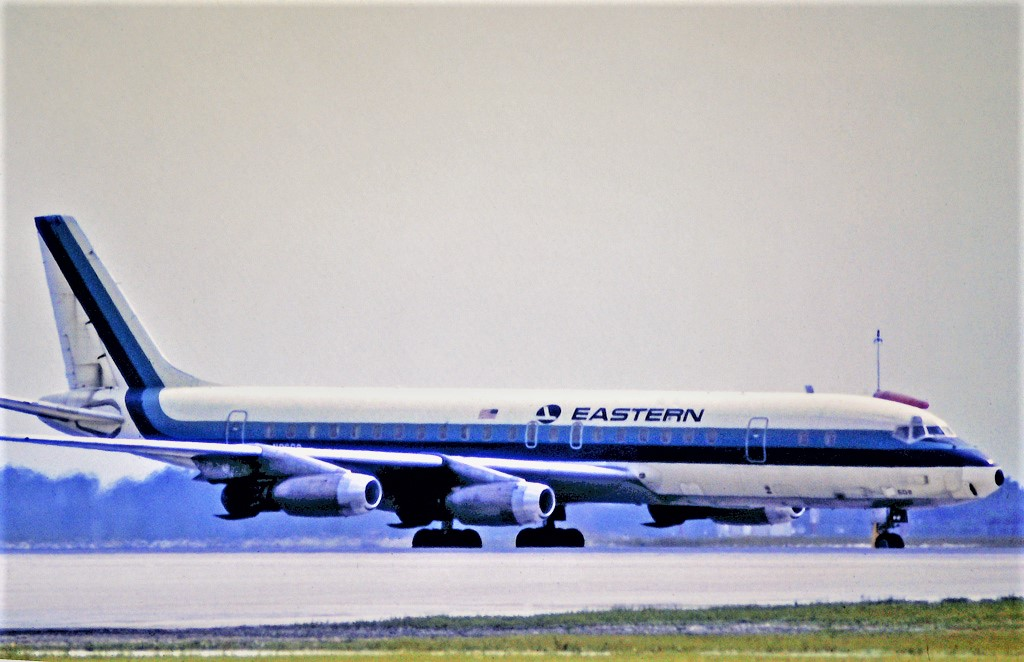
DC-8-21

- Die DC-8 Serie 20 wurde mit den 70,80 kN Schub liefernden Pratt & Whitney JT4A-3-Triebwerken ausgeliefert. Das Startgewicht erhöhte sich auf 125 Tonnen. 34 Maschinen wurden produziert. Der Erstflug dieser Serie erfolgte am 29. November 1958.

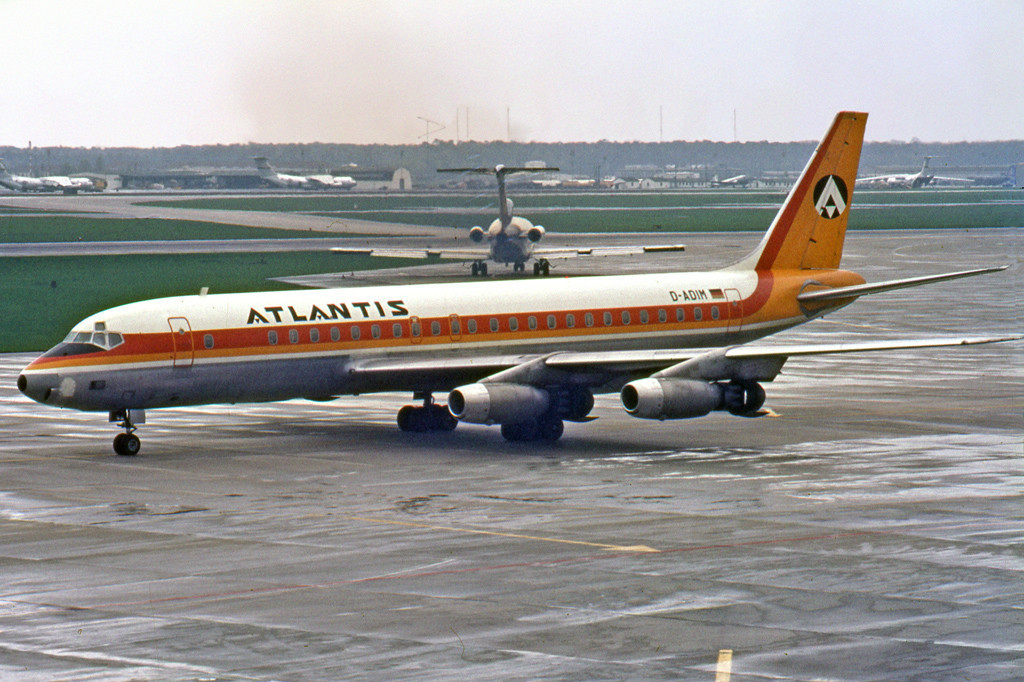
DC-8-33 der Atlantis

- Die DC-8 Serie 30 wurde mit den 72,50 kN Schub liefernden Pratt & Whitney JT4A-9-Triebwerken ausgeliefert. Daneben wurde jedoch die Treibstoffkapazität um gut 33 Prozent vergrößert, um transkontinentale Strecken bedienen zu können. Der Erstflug erfolgte am 21. Februar 1959. Hierzu mussten der Rumpf und das Fahrwerk verstärkt werden. Die ersten Maschinen dieser Serie, die DC-8-31, erhielten ihre Zulassung am 1. Februar 1960 mit einem Startgewicht von 136 Tonnen. Die DC-8-32 war ähnlich, ließ jedoch ein Startgewicht von 140 Tonnen zu. Der Typ DC-8-33 besaß 78,40 kN liefernde JT4A-11-Triebwerke, eine Änderung der Klappen, die einen geringeren Kraftstoffverbrauch im Reiseflug ermöglichte. Dabei konnten die Klappen in eine Reiseflugstellung von 1,5° gefahren werden. Das Fahrwerk wurde nochmals verstärkt, so dass nun ein Startgewicht von 143 Tonnen möglich war. Später wurden viele Maschinen des Typs -31 und -32 zu -33 umgebaut.

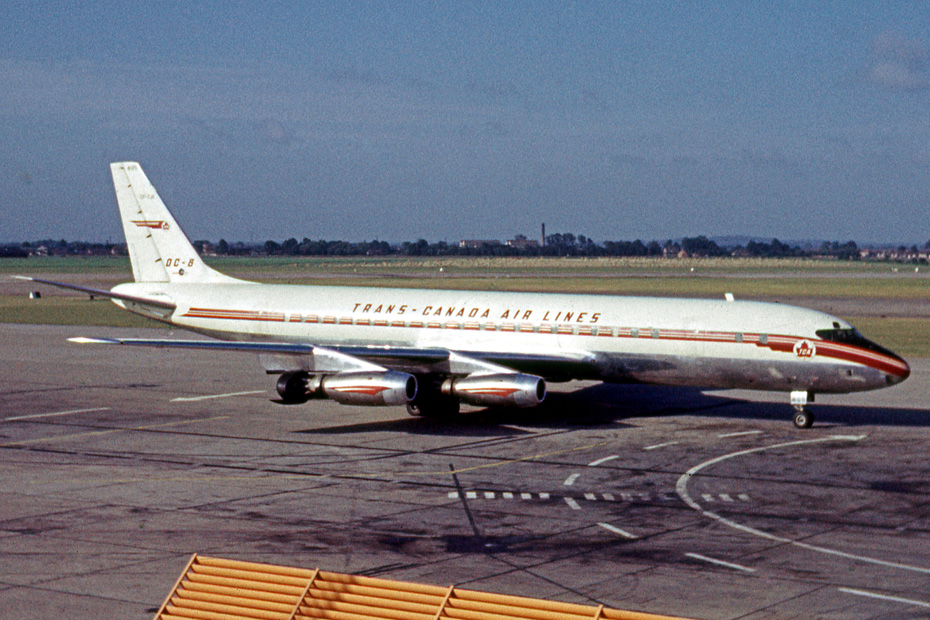
DC-8-42

- Die DC-8 Serie 40 wurde als erstes Passagierverkehrsflugzeug überhaupt mit Turbofan-Triebwerken ausgerüstet, die gegenüber den bisherigen Turbojets erheblich leiser und wirtschaftlicher waren. Auch war die Rauchentwicklung wesentlich geringer. Zum Einsatz kamen Rolls-Royce-Conway-Triebwerke mit 78,40 kN Schub. Der Erstflug erfolgte am 23. Juli 1959, die Zulassung am 24. März 1960. Die DC-8-41 hatte ein Startgewicht von 136 Tonnen, die DC-8-42 eines von 140 Tonnen. Die DC-8-43 besaß dieselbe Klappenänderung wie die DC-8-33. Darüber hinaus wurden die Tragflächen geändert, was nochmals etwas mehr Treibstoffkapazität und vor allen Dingen eine Widerstandsverringerung bedeutete, die Reichweite um acht Prozent vergrößerte und die Reisegeschwindigkeit um 10 Knoten erhöhte. Das Startgewicht lag bei 143 Tonnen. Diese Änderungen flossen auch in alle weiteren DC-8-Typen ein. Von der Serie 40 wurden 32 Maschinen gebaut.

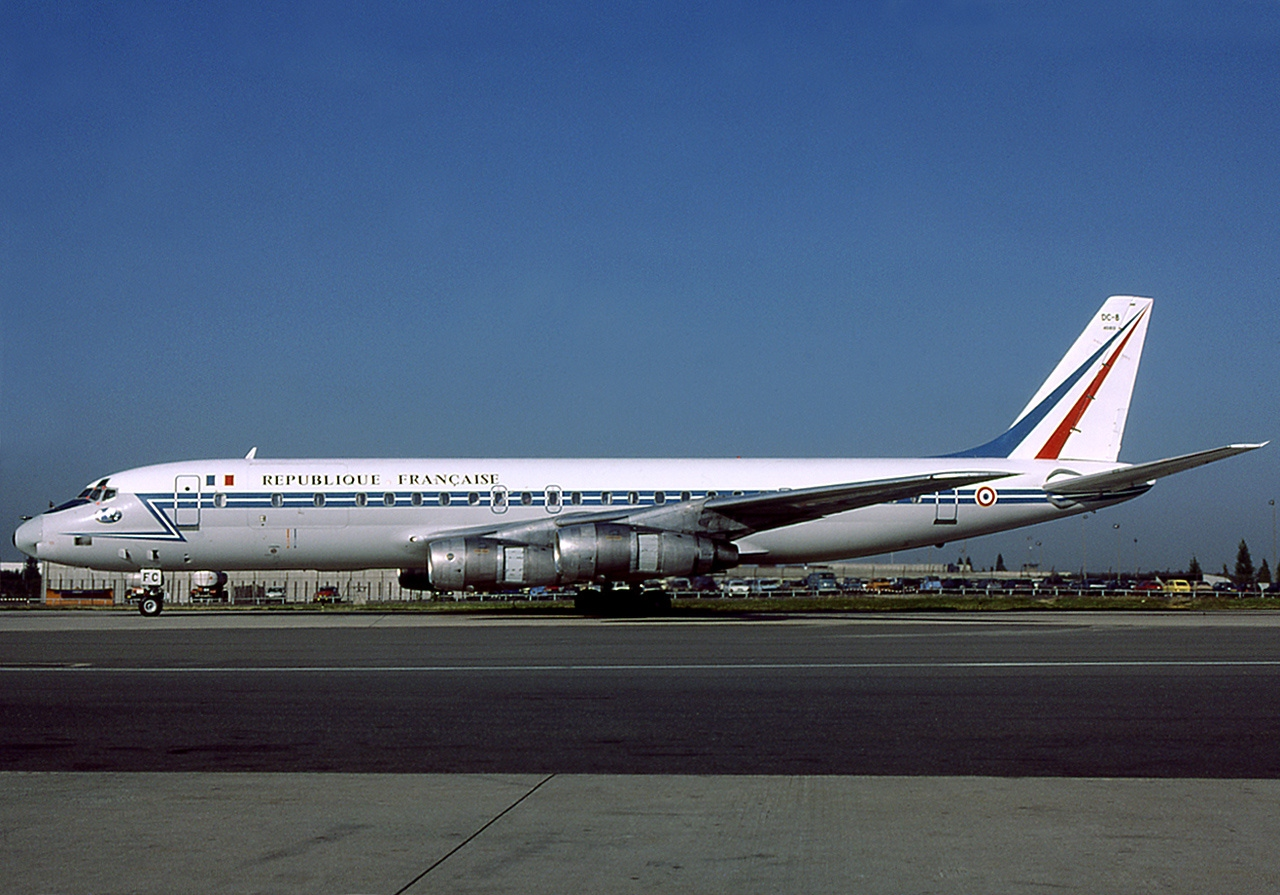
DC-8-55 als VIP-Transporter der Armée de l’air

- Die DC-8 Serie 50 besaß ebenfalls Turbofantriebwerke, es wurden Pratt & Whitney JT3D-1 mit 76,10 kN Schub oder JT3D-3B mit 80,60 kN Schub eingesetzt. Die Serien DC-8-51, DC-8-52 und DC-8-53 unterschieden sich in ihren Startgewichten von 126, 138 respektive 142 Tonnen. Späte Versionen der DC-8-53 wiesen die stärkeren Zellen und Fahrwerke der Frachtversionen auf und hatten ein Startgewicht von 147 Tonnen. Der Erstflug erfolgte am 20. Dezember 1960. 88 Maschinen wurden von dieser Serie gebaut.

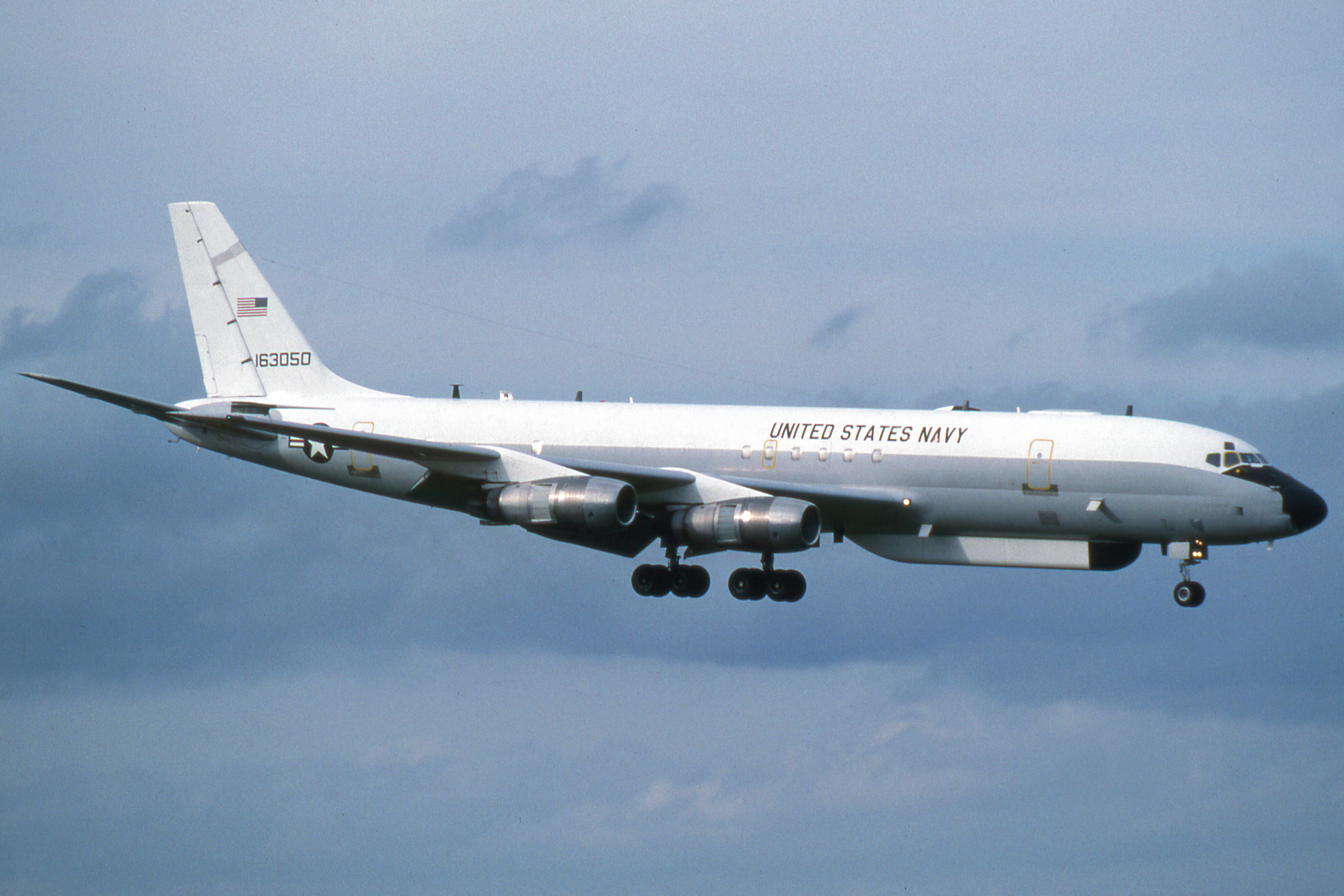
EC-24

- DC-8 Serie Jet Trader waren Frachter-Versionen der DC-8-50. Sie verfügten über einen vorderen Frachtraum mit einer großen Frachttür und einem verstärkten Kabinenboden sowie eine dahinter liegende Kabine für zunächst 54 Passagiere. Diese Anordnung wurde kurze Zeit später durch eine verschiebbare Vorrichtung zum Abtrennen des Frachtraumes ersetzt, die es ermöglichte, zwischen 25 und 114 Passagiere zu befördern. Der Erstflug erfolgte am 29. Oktober 1962, die Zulassung am 29. Januar 1963. Die erste Maschine wurde am 26. April 1963 an die Trans International Airlines ausgeliefert. Es gab auch eine Variante ohne Kabinenfenster, von der aber nur 15 Maschinen an United Airlines verkauft wurden. Die DC-8F-54 besaß ein Startgewicht von 143 Tonnen, während die DC-8F-55 ein Startgewicht von 147 Tonnen aufwies. Beide Typen wurden von JT3D-3B-Triebwerken mit 80,60 kN Schub angetrieben. Eine DC-8-54F wurde von der US-Marine umgebaut, um als EC-24 zu Übungszwecken feindliche Kommunikations- und Radarsysteme nachzubilden.

Am 21. August 1961 durchbrach eine DC-8-43 während eines Bahnneigungsfluges von 52.090 ft (15.877 m) auf 41.088 ft (12.524 m) Höhe die Schallmauer.
Die Geschwindigkeit von Mach 1,012 konnte für 16 Sekunden beibehalten werden. Mit der Besatzung Flugkapitän William Magruder, Erster Offizier Paul Patten, Flugingenieur Joseph Tomich und Flugtestingenieur Richard Edwards startete die DC-8 von der Edwards Air Force Base in Kalifornien zu einem Testflug. Es sollten Daten über eine neu konstruierte Profilvorderkante der Tragflächen gesammelt werden. Eine North American F-100 und eine Lockheed F-104, geflogen von Chuck Yeager, begleiteten die DC-8 während des Steigflugs. Diese DC-8 war das erste zivile und das erste Düsenpassagierflugzeug, das Schallgeschwindigkeit erreichte. Das Flugzeug wurde später an die Canadian Pacific Air Lines ausgeliefert.
Nach dem exzellenten Start der Serie liefen die Verkäufe schon bald schleppend. Grund war die unternehmerische Entscheidung des Herstellers Douglas, trotz der großen Zahl an Varianten zunächst keine verkürzte oder verlängerte Kabine anzubieten, weil die Entwicklungsabteilung mit der Entwicklung der Douglas DC-9 vollkommen ausgelastet war. Im Jahr 1964 wurden nur noch 14 Maschinen und davon wiederum ein Großteil als Frachtmaschinen verkauft. Boeing mit der 707 zeigte sich in der Kabinenlänge anpassungsfähiger und errang immer größere Marktanteile.

### Super Sixties

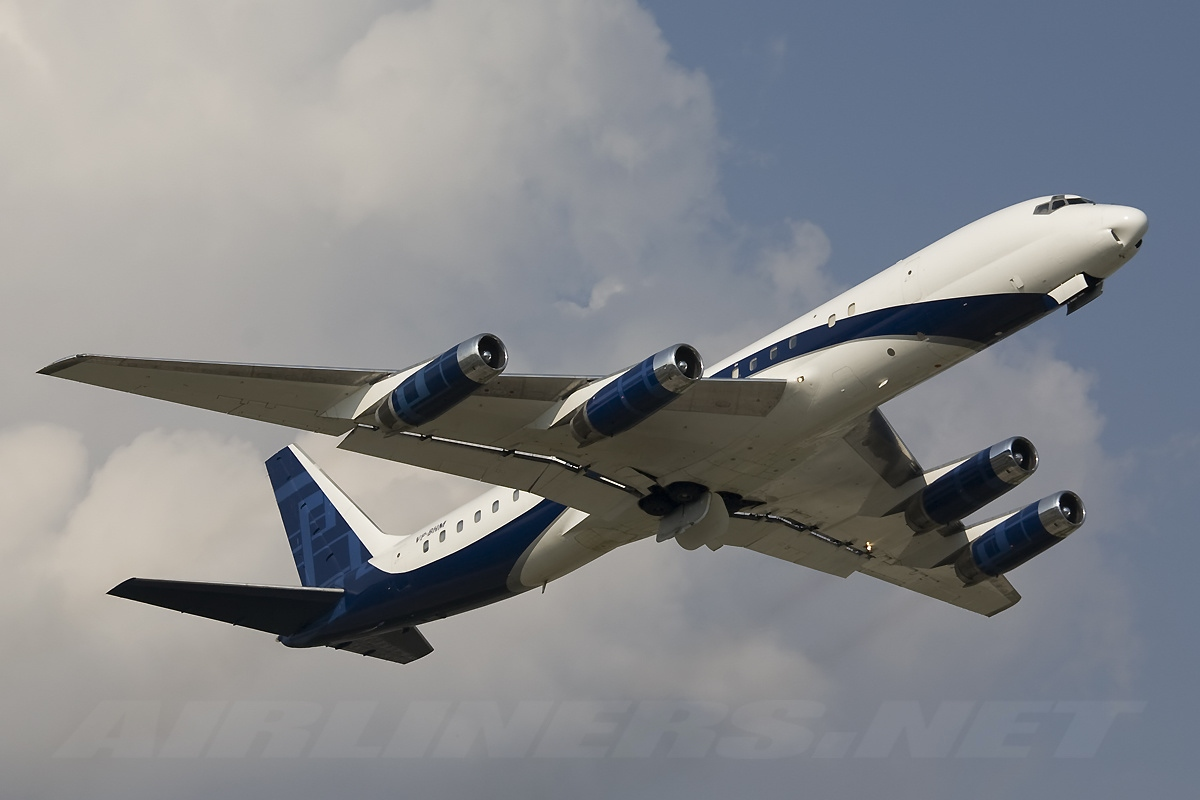
DC-8-62H am Flughafen Istanbul-Atatürk im Flug

Nach dem Abschluss der Entwicklung der DC-9 und deren Erstflug am 25. Februar 1965 reagierte Douglas schließlich im April 1965 und gab die Kabinenverlängerung für die DC-8 mit drei neuen Modellen bekannt. Bis zum Erscheinen der Boeing 747 im Jahre 1970 waren die sogenannten Super Sixties mit über 250 Passagiersitzen die größten Passagierflugzeuge ihrer Zeit. Insgesamt wurden drei Grundversionen angeboten:
- Die DC-8 Serie 61 basierte auf der -53 mit demselben Abfluggewicht. Entsprechend geringer war die Reichweite gegenüber der -53. Um die Kapazität zu vergrößern, wurde die vordere Kabine um 6 m und die hintere um 5 m verlängert, was eine Gesamtlänge von 57 m ergab. Die Kabine musste wegen der größeren Belastungen entsprechend verstärkt werden. Das Fahrwerk dagegen brauchte nicht verlängert zu werden. Diese Maschinen fassten typischerweise 210 Passagiere – mit verdichteter Bestuhlung konnten auch 269 Passagiere befördert werden. Der Erstflug erfolgte am 14. März 1966, die Zulassung am 2. September 1966. Neben der Passagierversion bot Douglas ab Werk auch „Convertible Freighter“ (CF) an, die Kabinenfenster, einen zusätzlich verstärkten Kabinenboden und eine Frachtluke besaßen, wodurch sie wahlweise als Passagier- oder Frachtflugzeuge nutzbar waren. Insgesamt wurden 88 Maschinen gebaut, davon zehn in der CF-Version.
- Die DC-8 Serie 62 entsprach der -53 und war für die Langstrecke ausgelegt. Gegenüber der -53 wurde die Kabine vorne und hinten um jeweils nur 1,02 m verlängert. Zur Reichweitenvergrößerung wurden die Flügelspitzen um einen Meter verlängert, um so die Treibstoffkapazität zu erhöhen und den Luftwiderstand weiter zu verringern. Zugleich wurden die Triebwerksaufhängungen und -verkleidungen geändert. Die Maschine erhielt gegenüber der -61 ein geringfügig größeres Startgewicht von 151,953 Tonnen und hatte damit eine Reichweite von 9.630 km bei voller Beladung. Der Erstflug erfolgte am 29. August 1966, die Zulassung im April 1967. Die letztgebauten Maschinen besaßen ein auf 158,760 Tonnen erhöhtes Startgewicht und erhielten die Bezeichnung DC-8-62H. Neben der Grundversion als Passagierflugzeug wurden werkseitig die fensterlose Nurfrachtversion („All Freight“ bzw. AF) sowie die Variante als „Convertible Freighter“ (CF) angeboten. Douglas fertigte insgesamt 67 Maschinen der Serie 62, davon zehn als DC-8-62CF und sechs als DC-8-62AF.
- Die DC-8 Serie 63 war eine Mischung aus der langen Kabine der -61 mit den Verbesserungen der -62. Als Antrieb dienten JT3D-7-Triebwerke mit einem Schub von 85 kN. Das maximale Abfluggewicht betrug 159 Tonnen, die Reichweite mit maximaler Nutzlast 7.600 km. Der Erstflug erfolgte am 10. April 1967, die Zulassung am 30. Juni 1967. Die Serie 63 wurde werkseitig auch als Nurfrachtflugzeuge (AF) sowie als Kombiflugzeuge (CF) angeboten. Eine Sonderversion war die nur von Eastern Air Lines bestellte DC-8-63PF, die den verstärkten Kabinenboden der Frachtversion, aber keine Ladeluke auf dem Hauptdeck besaß. Eastern wählte diese Version, um auch Soldaten mit Marschgepäck auf militärischen Auftragsflügen befördern zu können. Insgesamt wurden 107 Maschinen der Serie 63 gefertigt, davon 53 als DC-8-63CF, sieben als DC-8-63AF und sechs als DC-8-63PF.

Die letzte Maschine des Typs DC-8-63 verließ am 13. Mai 1972 die Montagehalle. Unmittelbar danach wurden die Produktionsanlagen für die Fertigung der McDonnell Douglas DC-10 verwendet.

### Super Seventies

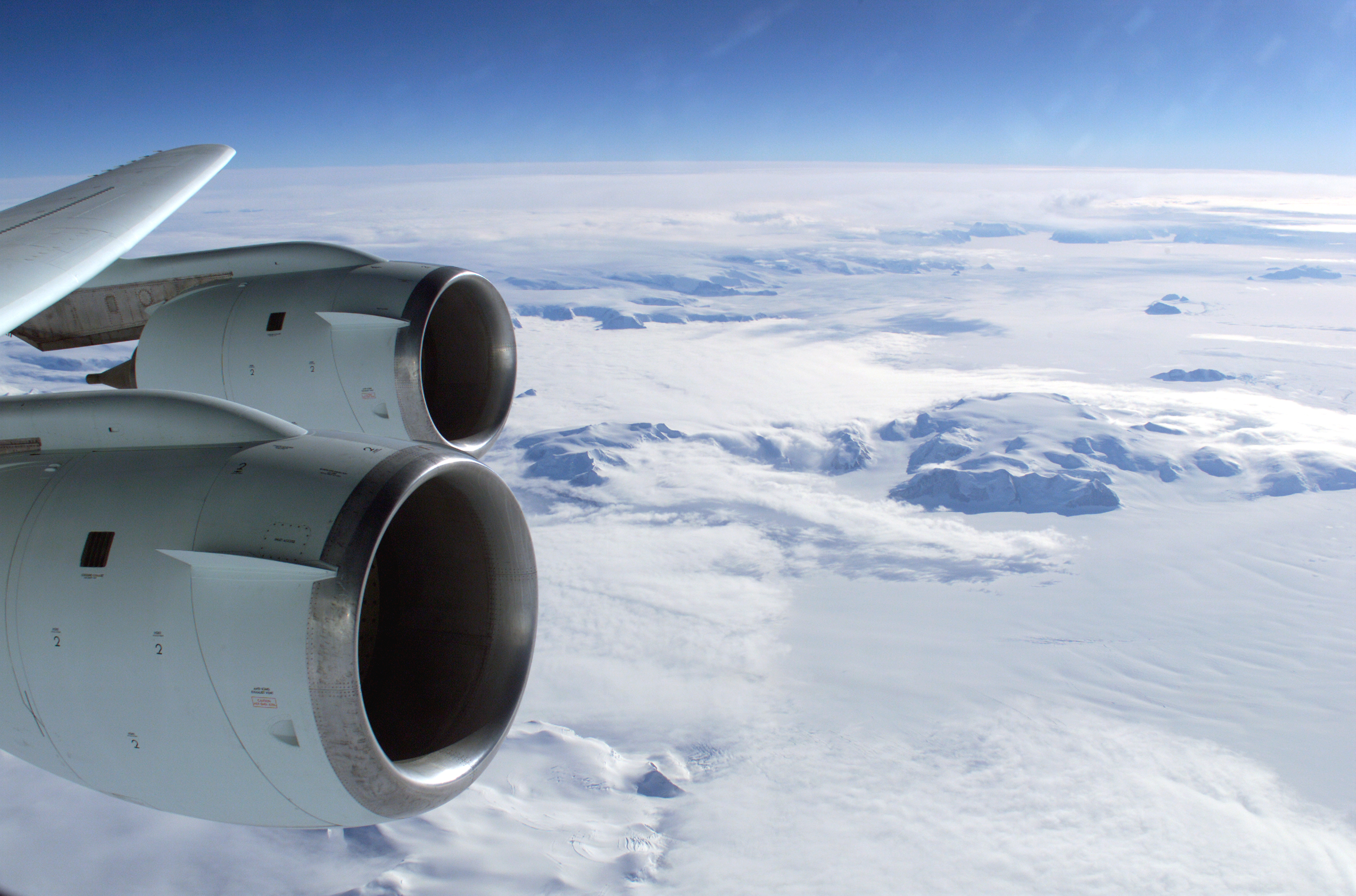
CFM-56-Triebwerke an der DC-8 der NASA über der Antarktis

Mit Beginn der 1970er-Jahre begannen Diskussionen über den zunehmenden Luftverkehr, insbesondere über die wachsende Geräuschbelastung von Flughafenanwohnern. Die DC-8-Typen der Serie 61 bis 63 waren die lautesten aller Düsenflugzeuge. Mit der Zeit wurden die Lärmemissionen für die Fluggesellschaften zu einem Problem: Mit den lauten DC-8-Maschinen hätten sie einige Flughäfen nicht mehr anfliegen dürfen.
Daher wurde bei McDonnell Douglas Anfang der 1970er-Jahre von einigen Fluggesellschaften angefragt, ob sich nicht leisere Triebwerke an den DC-8-Maschinen installieren ließen. Zunächst drängten Firmen mit Lösungen zur Reduzierung der Lärmemissionen, sogenannten Hush Kits, auf den Markt, erfüllten dabei aber nicht alle Erwartungen. Schließlich brachte CFM International mit dem CFM56-Triebwerk eine Variante ins Spiel, der sich weder McDonnell Douglas noch Boeing verschließen konnten. Die Entwicklung begann Ende der 1970er-Jahre und führte zu den Super Seventies. Keine der Super-Seventies-Maschinen wurde neu produziert, vielmehr sind sie Umbauten ihrer Vorgänger. Bei den Super Seventies ist die Benutzung der Schubumkehr vor der Landung nicht erlaubt.
Die DC-8-71 entstanden aus den DC-8-61, erfuhren jedoch größere Modifikationen, da auch die Tragflächen und die Triebwerksaufhängungen geändert werden mussten. Wegen des höheren Gewichts der neuen Triebwerke verringerte sich die Nutzlast geringfügig, wobei das maximale Startgewicht jedoch unverändert blieb. Der Erstflug einer derart umgerüsteten Maschine fand am 15. August 1981 statt. Die Zulassung wurde 1982 erteilt. Insgesamt wurden bis Ende 1986 110 Maschinen der DC-8-60er-Serie entsprechend modifiziert.
Die DC-8-72 und die DC-8-73 wurden ohne weitere äußerliche Änderungen der DC-8-62 und DC-8-63 auf die neuen Triebwerke umgerüstet. Dies waren 98,50 kN Schub liefernde CFM56-2C5-Turbofan-Triebwerke mit hohem Bypass-Verhältnis. Alternativ konnte auch ein Pratt & Whitney PW JT8D-209 verwendet werden. Die Triebwerksverkleidung wurde von Grumman neu konstruiert. Den Umbau leitete die Firma Cammacorp in Los Angeles. Zusätzlich zu den geänderten Triebwerken waren auch ein Hilfstriebwerk (APU) zur autonomen Stromversorgung sowie ein Umweltmanagementsystem lieferbar.
Durch den Umbau wurde die Geräuschemission um 70 Prozent reduziert und ein um 20 Prozent geringerer Treibstoffverbrauch der Triebwerke erreicht, so dass sich die Reichweite der Maschine beträchtlich vergrößerte.

## Nutzung
Insgesamt erhielten 48 Fluggesellschaften in 28 Nationen werksneue Maschinen. Ein Beweis für die Robustheit des Typs ist, dass einige der Maschinen mehr als 100.000 Flugstunden absolvierten.
Ab den 1970er-Jahren erfolgte eine vermehrte Nutzung als Frachtflugzeug, wobei auch zahlreiche Passagiermaschinen mit einer Frachtluke nachgerüstet wurden.
Neben der zivilen Nutzung wurde die DC-8 auch von den Streitkräften von Frankreich, Gabun, Spanien und Togo eingesetzt – hauptsächlich als „VIP“- oder Transportflugzeug. Die US-Marine setzt eine Maschine als Feinddarstellungsflugzeug ein. Die NASA setzte 1985 bis 2024 eine DC-8-72 als fliegendes Laboratorium (DC-8 Airborne Laboratory) für die Überprüfung von Weltraum-Sensorik, Atmosphärenforschung und andere wissenschaftliche Missionen ein, wie beispielsweise die Erforschung des Polareises. Am 15. Mai 2024 wurde das Fliegende Laboratorium nach 37 Dienstjahren außer Betrieb genommen.

### Aktuelle Betreiber
Im Juni 2004 wurden noch 150 Exemplare der DC-8 eingesetzt, hauptsächlich als Frachtmaschinen, im Juli 2018 gab es noch sechs aktive Flugzeuge. Mit Stand August 2022 gibt es weltweit wieder acht aktive Flugzeuge. Im April 2024 stellte die NASA den Betrieb ihrer DC-8 ein.
| Serie     | Baujahr | Land                         | Gesellschaft            | Anzahl | Anmerkungen                          |
| --------- | ------- | ---------------------------- | ----------------------- | ------ | ------------------------------------ |
| DC-8-62H  | 1967/69 | Demokratische Republik Kongo | Trans Air Cargo Service | 2      | Frachtmaschinen                      |
| DC-8-73CF | 1970    | Demokratische Republik Kongo | Trans Air Cargo Service | 1      | Frachtmaschine                       |
| DC-8-73CF | 1968/70 | Peru                         | Skybus Jet Cargo        | 2      | Frachtmaschinen                      |
| DC-8-72CF | 1969    | Vereinigte Staaten           | Samaritan’s Purse       | 1      | Frachtmaschine der Hilfsorganisation |

### Betreiber in Deutschland, Österreich und der Schweiz
In Deutschland wurden DC-8 eingesetzt von Lufthansa (in voller Bemalung, gemietet von Trans International Airlines), Südflug, Atlantis, German Cargo, Condor Flugdienst (betrieben durch German Cargo) und Lufthansa Cargo.
In Österreich setzte Austrian Airlines von September 1973 bis Dezember 1974 eine von Overseas National Airways gemietete Douglas DC-8-63CF in eigener Bemalung auf Frachtflügen ein.
In der Schweiz kamen DC-8 zum Einsatz bei Air Starline, Balair, SATA und Swissair.

### Militärische Betreiber
In der Vergangenheit setzten Frankreich, Spanien, Peru, die Philippinen, Thailand sowie die USA die DC-8 für militärische Zwecke ein.

## Zwischenfälle
Bei Unfällen mit der DC-8 gab es vom Erstflug 1958 bis Februar 2019 bei 556 gebauten Maschinen 83 Totalverluste. Bei 53 davon kamen 2332 Menschen ums Leben.

## Technische Daten

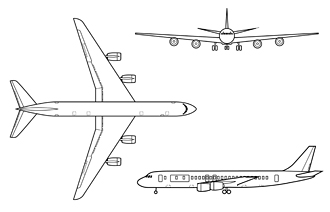
Dreiseitriss

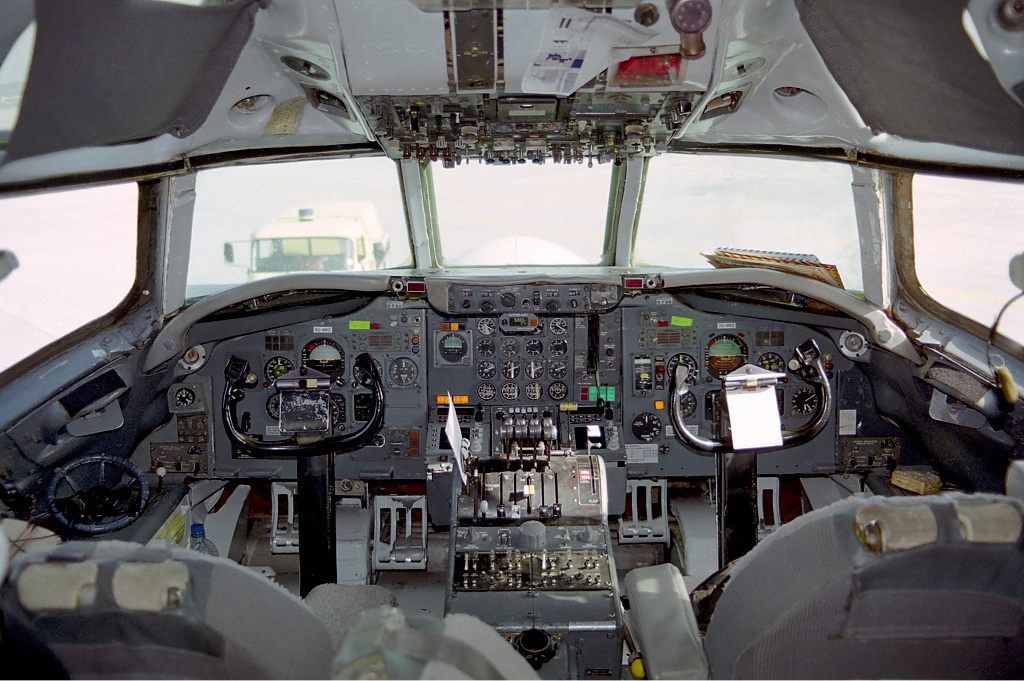
Cockpit

| Kenngröße             | Daten der letzten Serienvariante DC-8-63 |
| --------------------- | ---------------------------------------- |
| Besatzung             | 3 Cockpit, 5 Kabine                      |
| Passagiere            | 259                                      |
| Länge                 | 57,04 m                                  |
| Spannweite            | 45,24 m                                  |
| Höhe                  | 13,00 m                                  |
| Kabinenlänge          | 42,29 m                                  |
| Kabinenbreite         | 3,50 m                                   |
| Kabinenhöhe           | 2,21 m                                   |
| Flügelfläche          | 271,93 m²                                |
| Flügelpfeilung        | 30,6°                                    |
| Leermasse             | 89.017 kg                                |
| max. Startmasse       | 158.757 kg                               |
| Nutzlast              | 30.125 kg                                |
| Höchstgeschwindigkeit | 965 km/h                                 |
| Steiggeschwindigkeit  | 11 m/s (in Bodennähe)                    |
| max. Reichweite       | 12.390 km                                |